# 東十条オデヲン座
東十条オデヲン座（ひがしじゅうじょうオデオンざ）は、かつて存在した日本の映画館である。東亜興行が新宿・歌舞伎町に「グランドビル」（のちの第一東亜会館）を建てた進出した12年後の1967年（昭和42年）11月、東京都北区東十条に新築した東十条東亜会館（ひがしじゅうじょうとうあかいかん）内に開館した。
本項では同会館についても詳述する。

## 沿革
- 1967年11月 - 東十条に東十条東亜会館を新築・開業、東十条オデヲン座を開館[8]
- 1987年 - 東十条オデヲン座を閉館[6][7][9]
- 2010年 - パチンコ店「キング東十条」を閉店、キング東十条ビル（東十条東亜会館）を閉館
- 2012年12月20日 - 跡地にパチンコ店「ガーデン東十条」（ガーデン東十条ビル）開店[10]

## データ
- 所在地 : 東京都北区東十条四丁目2番13号 東十条東亜会館（のちの「キング東十条ビル」）
  - 現在の東京都北区東十条四丁目2番13号 ガーデン東十条ビル[10]

北緯35度45分57.56秒 東経139度43分36.25秒 / 北緯35.7659889度 東経139.7267361度
- 経営 : 東亜興行株式会社
- 構造 : 鉄筋コンクリート造[7]
- 観客定員数 : 不明

## 概要
1967年（昭和42年）11月、国鉄（現在のJR東日本）京浜東北線の東十条駅北口、東十条四丁目2番12号に東十条東亜会館を新築・開業、同会館内に東十条オデヲン座を開館した。1949年（昭和24年）8月、阿佐ケ谷駅北口に「阿佐谷オデヲン座」を開館して創業した高橋康友の東亜興行株式会社が、「グランドビル」（のちの第一東亜会館）以来12年ぶりに新規に開業したレジャービルであり、高円寺平和劇場・吉祥寺オデヲン座以来13年ぶり8館目に開業した映画館である。
同館は開業以来、外国映画（洋画）の三番館、つまりロードショーを終えた作品をその2週後に上映する劇場であった。
同館が建つ前、とくに第二次世界大戦前の下十条駅（現在の東十条駅）近辺には昭和初期にはすでに昭和キネマ（上十条四丁目6番地）があり、戦時中の1942年（昭和17年）までには、昭和キネマのほか、昭和キネマと同一経営の十条館（十条仲原一丁目5番地、十条駅至近）、山本音一経営の王子映画劇場（東十条二丁目6番地4号）の合計2館が存在した。戦後は、下十条駅の周辺には、戦前からの王子映画劇場、十条映画劇場（かつての十条館）があり、1954年（昭和29年）までには、ニューパール劇場（東十条四丁目12番地）が加わって合計3館が存在した。1955年（昭和30年）には、十条銀杏座（現在の上十条一丁目16番）が加わって、下十条駅が東十条駅と改称する1957年（昭和32年）までには、東十条世界館も加わり合計4館、そこに加わった東十条オデヲン座は、東十条駅にもっとも近かった。
1970年代に入ると、十条映画劇場、十条銀杏座、東十条オデヲン座だけが残った。1977年（昭和52年）前後に十条映画劇場、1985年（昭和60年）前後に十条銀杏座がそれぞれ閉館し、東十条オデヲン座が最後に残ったが、1987年（昭和62年）、東亜興行は同館を閉館、同地区に映画館は皆無となった。
同館の閉館以降の東十条東亜会館は、パチンコ店等が入居して営業し、2010年（平成22年）に建物老朽化を理由に1階のパチンコ「キング東十条店」が閉店するまでのある時点で、同会館は「キング東十条ビル」と改称していた。閉鎖後の2011年（平成23年）、残されていた「オデヲン座」のロゴ看板が撤去された。2012年（平成24年）12月20日、跡地にパチンコ店「ガーデン東十条」が開店し、「ガーデン東十条ビル」となって現在に至る。